# Scott Porter
Matthew Scott Porter (ur. 14 lipca 1979 roku w Omaha, w stanie Nebraska) – amerykański aktor i piosenkarz.

## Filmografia

### Filmy fabularne
- 2007: Prosto w serce (Music and Lyrics) jako Colin Thompson
- 2008: Speed Racer jako Rex
- 2008: Bal maturalny (Prom Night) jako Bobby
- 2009: Bandslam jako Ben Wheatly
- 2009: Właściwy facet (The Good Guy) jako Tommy Fielding
- 2010: Wciąż ją kocham (Dear John) jako Randy
- 2010: 10 lat (10 Years) jako Scott
- 2013: Do zaliczenia (The To Do List) jako Rusty

### Seriale TV
- 2006: As the World Turns jako Casey Hughes
- 2006: Brzydula Betty (Ugly Betty) jako chłopak
- 2006–2008: Friday Night Lights jako Jason Street
- 2010: Friday Night Lights jako Jason Street
- 2009: Robot Chicken jako Giant Man, Racer X, NASCAR President, Kimble
- 2010: Caprica jako Nestor Willow
- 2010–2011: Żona idealna (The Good Wife) jako Blake Calamar
- 2011–: Doktor Hart (Hart of Dixie) jako George Tucker